# Canadian Airlines International
Pour les articles homonymes, voir Canadian.
Pour les articles homonymes, voir CDN.
Canadian Airlines International Ltd. (code AITA : CP ; code OACI : CDN) était, jusqu'en 2000, la deuxième plus grande compagnie aérienne du Canada derrière Air Canada, transportant plus de 11,9 millions de passagers sur plus de 160 destinations dans 17 pays sur cinq continents à son plus haut niveau d'activité en 1996.
La compagnie Canadian et Canadian International fut la résultante de la fusion entre les compagnies aériennes Wardair, Nordair, Pacific Western Airlines et Canadian Pacific Air Lines dans les années 1980.
Canadian Airlines International Ltd., était la filiale principale de Canadian Airlines Corporation (autrefois PWA Corporation) c'est le descendant de cinq anciennes compagnies aériennes. Canadian Airlines avait son siège à Calgary et a eu un chiffre d'affaires d'environ 3 milliards de dollars à la fin 1999. Cette compagnie a fusionné avec Air Canada en 2000. American Airlines a aussi eu des parts dans cette entreprise.

## Historique

### 1987-1996: développement et alliances stratégiques

Premier logo de Canadian Airlines (1987-1999)

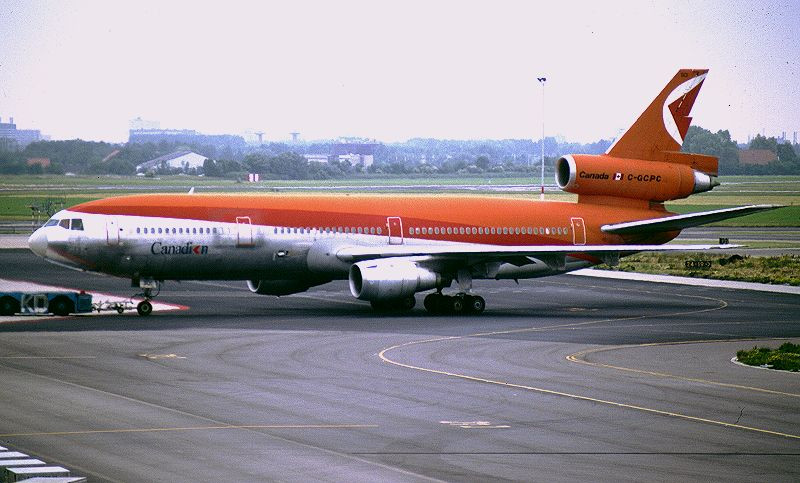
Un DC-10 dans une livrée mixte Canadian - CP Air à Amsterdam en 1988.

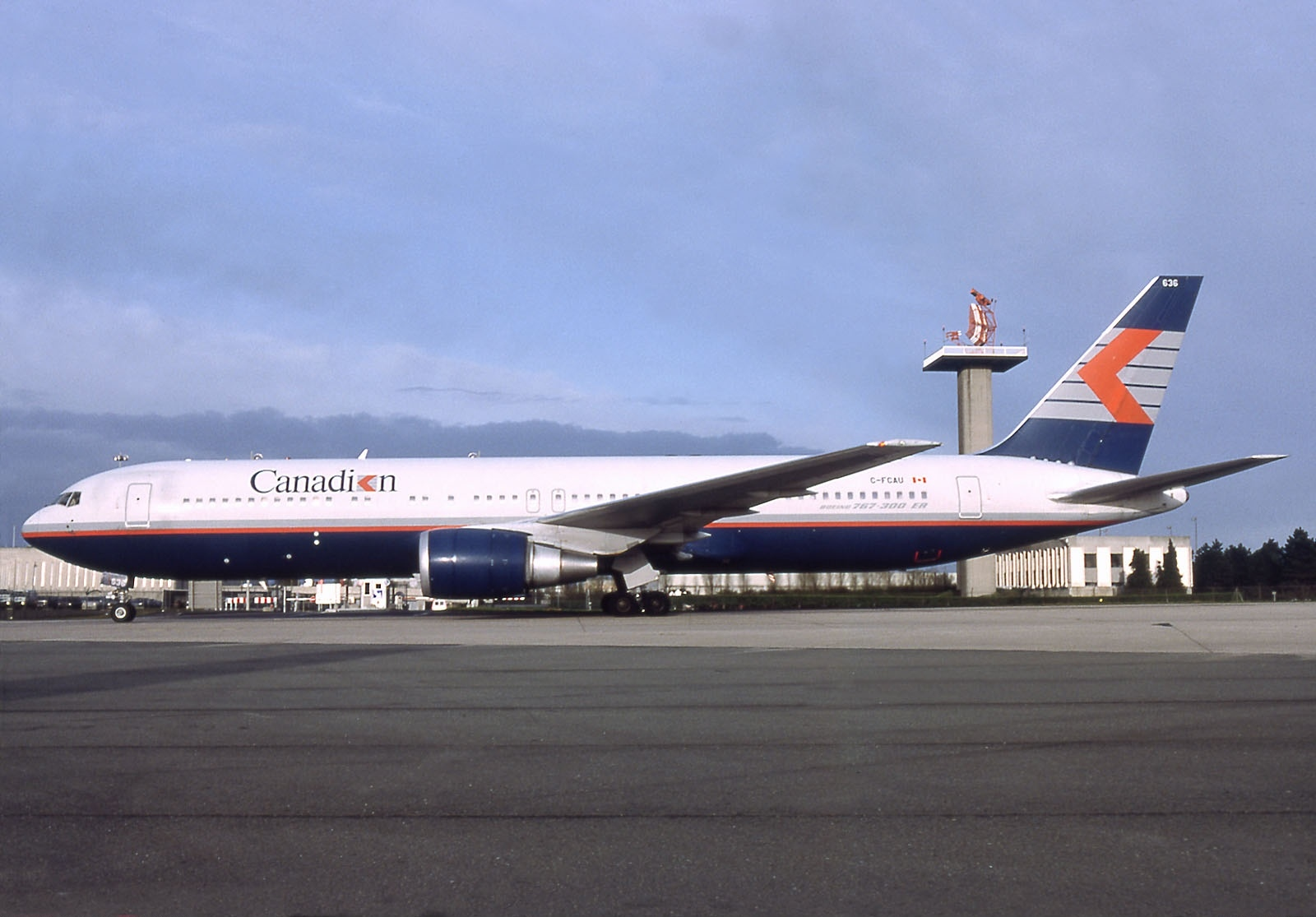
Un Boeing 767-300ER à Paris-Charles de Gaulle en 1994.

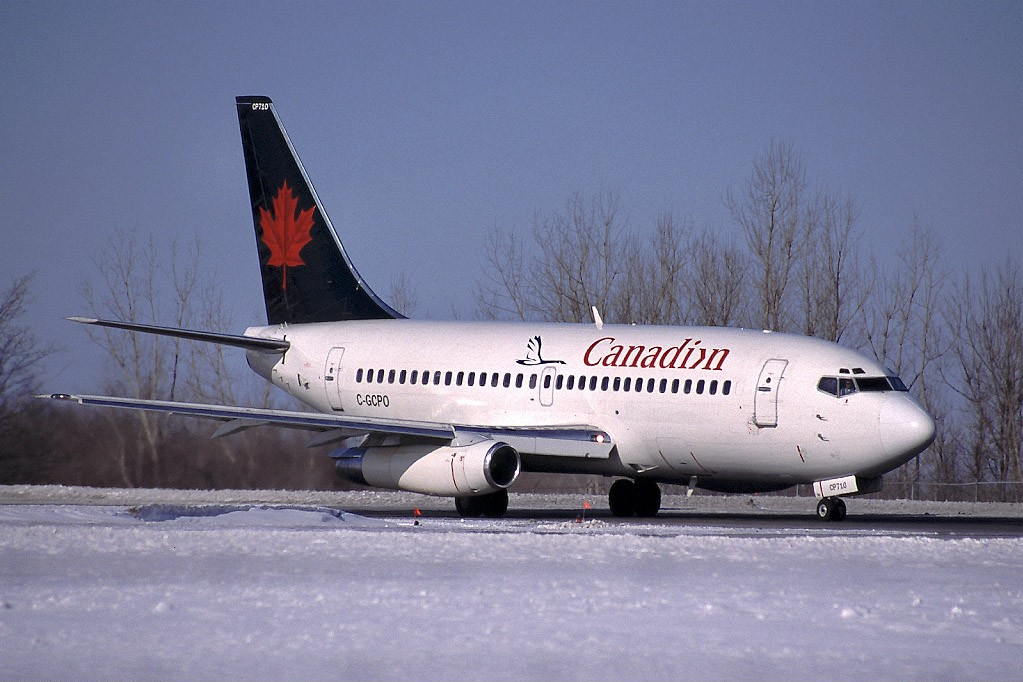
Un Boeing 737-200 dans une livrée mixte Canadian - Air Canada au moment de la fusion en janvier 2001.

En décembre 1986, Pacific Western Airlines (PWA) (alors la compagnie aérienne la plus rentable au Canada) annonce le rachat de Canadian Pacific Air Lines (CP Air) pour 300 millions de dollars afin de constituer une grande compagnie capable de rivaliser avec Air Canada, alors intégralement propriété du gouvernement du Canada. La transaction n'inclut pas le rachat de la chaîne d'hôtels Canadian Pacific Hotels (en). Canadian Airlines est officiellement formée le 27 mars 1987 par la fusion de PWA et CP Air. Canadian reprend la dernière livrée utilisée par CP Air avec des modifications mineures (ajout d'une bande grise, changement du symbole sur l'empennage) réduisant ainsi les coûts de remise en peinture.
À l'été 1987 une intense guerre de prix s'engage entre Wardair, Air Canada et Canadian Airlines. Les réductions de prix atteignent 68 % sur certaines lignes où la compétition est la plus importante. Canadian Airlines modifie son service aux voyageurs d'affaires avec le lancement le 25 octobre 1987 de la classe Canadian Business Class sur les vols intérieurs, cabine dédiée à l'avant de l'appareil dont les sièges centraux sont neutralisés.

#### 1987-1990: Renouvellement de la flotte et intégration de Wardair
Canadian Airlines engage rapidement un renouvellement important de la flotte héritée de PWA et CP Air : 
- En avril 1987 la compagnie annonce une commande de 6 Boeing 767-300ER (plus 8 options) pour un total de 1,6 milliard de dollars. Ces nouveaux appareils, destinés principalement aux vols transatlantiques, libèrent des Boeing 737 permettant à Canadian d'augmenter son offre sur les lucratives liaisons Toronto – Ottawa – Montréal[8];
- Le 30 juillet 1988 la compagnie annonce une importante commande de 51 Airbus A320, dix jours après une commande similaire de sa concurrente Air Canada[9].

En 1989, Canadian Airlines acquiert la compagnie Wardair ce qui lui permet de mettre la main sur de nouvelles routes, en particulier des routes demandées de longue date vers le Royaume-Uni et l'Europe.
Canadian Airlines est affectée par la récession du début des années 1990 et est engagée dans une lutte commerciale féroce avec Air Canada pour le contrôle du marché intérieur canadien. La compagnie essuie de lourdes pertes : 162 millions de dollars canadiens en 1991 puis 543 en 1992 (dont 333 millions sont dus aux charges de restructuration).

#### 1991-1992: négociation d'une alliance avec American Airlines
Tout au long de l'année 1991 des rumeurs circulent à l'effet que Canadian Airlines soit rachetée par American Airlines, situation dénoncée par Claude Taylor, président d'Air Canada (qui invite son concurrent à s'allier à elle plutôt qu'à American). Selon des informations obtenues par un journal texan, reprises par le Calgary Herald, American aurait proposé 250 millions de dollars pour obtenir 49 % des actions de l'entreprise, en plus d'injecter 250 millions supplémentaires dans sa trésorerie. Ce projet n'était cependant pas faisable en l'état puisque la loi canadienne de l'époque empêchait toute prise de participation de plus de 25 % dans une compagnie aérienne canadienne  par une entreprise étrangère.
Le 29 décembre 1992, les deux compagnies confirment l'acquisition par American de 33,33 % de participation dans Canadian (mais de seulement 25 % des droits de vote, conformément à la règlementation canadienne) pour 246 millions de dollars.
Air Canada rend public début 1993 un projet de rachat des lignes internationales de Canadian Airlines pour 200 millions de dollars canadiens et la reprise de 800 millions de dollars de dettes et loyers financiers de Canadian. Le projet prévoyait aussi que Canadian reste sur le système de réservation Gemini au moins jusqu'en 1999, empêchant Canadian de passer sur le système Sabre utilisé par American Airlines (Canadian étant en pourparlers avec la compagnie américaine au sujet d'un rapprochement). Canadian Airlines qualifie cette offre de « scandaleuse » et s'y oppose frontalement en août 1993 faisant échouer le projet.
Le 1er juin 1995, Canadian et American Airlines débutent leur accord de partage de codes, après avoir reçu l'approbation du Département américain des Transports le 19 mai 1995.

### 1996-1999: Difficultés financières et entrée dans Oneworld
Canadian Airlines enchaîne les exercices déficitaires tout au long des années 1990. Dans un effort de réduction des pertes, la compagnie annonce une réduction importante de son offre vers l'Europe au cours de l'année 1996. Plusieurs lignes sont supprimées (Toronto – Frankfort, Toronto – Paris à partir du 20 octobre 1996) et la compagnie ferme ses bureaux de Bruxelles, Genève et Vienne.
Le 1er novembre 1996, Kevin Benson – président de Canadian Airlines depuis 5 mois – annonce une stratégie de restructuration pour restaurer la profitabilité de la compagnie. Le plan de restructuration opérationnelle s'étend sur 4 années et comporte quatre piliers : contrôle des coûts, croissance des revenus, la capitalisation de l'entreprise et le renouvellement de la flotte. Plusieurs actions sont engagées:
- Réduction des charges de personnel et des taxes sur le carburant : tous les groupes d'employés de la compagnie ont accepté des réductions de salaires pour un montant total de 32 millions de dollars par année. Les gouvernements du Canada, de l'Alberta et de la Colombie-Britannique ont aussi réduit leurs taxes sur le carburant de 38 millions de dollars sur 4 ans.
- Réduction des frais généraux : accomplie par l'audit de toutes les branches opérationnelles de l'entreprise et la réduction des frais versés à AMR pour le partenariat avec American Airlines.
- Refonte du réseau : l'utilisation des moyens de planifications sophistiqués d'AMR et une refonte du réseau devait permettre des gains de revenus de l'ordre de 40 millions par année. Cette amélioration de la planification s'accompagne d'une réduction drastique de capacité sur le réseau intérieur (- 11 %) utilisée pour augmenter massivement les capacités sur les vols au départ de Vancouver vers l'Asie (+ 21 %) qui est un marché en plein développement.
- Alliances stratégiques : Poursuite et développement du programme de partenariat et de partages de codes avec American Airlines et British Airways.

En février 1998 Canadian Airlines annonce un modeste bénéfice pour l'année 1997 (5,4 millions de dollars), le premier en 10 ans. La compagnie a ainsi accumulé 1,5 milliard de dollar de pertes depuis 1988. Le bénéfice résulte d'une conjoncture plus favorable (hausse des taux de remplissage) et des efforts de restructuration (baisse des capacitées intérieures, réduction des coûts).
Les résultats financiers se dégradent à nouveau nettement en 1998 du fait des soldes de billets d'Air Canada, d'une concurrence accrue dans l'Ouest (notamment de la part de Westjet nouvellement créée) et de la nette baisse des revenus sur les liaisons transpacifiques (accentuée par la crise économique asiatique).
Le 24 septembre 1998 Canadian Airlines fait partie des 5 compagnies fondatrices de l'alliance Oneworld, constituée officiellement le 1er février 1999.

### 1999-2001: Bataille pour le rachat puis fusion avec Air Canada
Le 20 août 1999, Air Canada fait à Canadian Airlines une offre de rachat de ses routes internationales et créneaux horaires pour un montant non dévoilé. Cette opération qui ferait de Canadian une compagnie exclusivement régionale qui alimenterait le réseau long-courrier d'Air Canada est rejetée. Canadian estimait que ses liaisons internationales constituaient la partie la plus rentable de ses opérations. 4 jours plus tard un fonds d'investissement canadien, Onex Corporation annonce une double offre publique d'achat sur les deux compagnies (Air Canada et Canadian) en vue de les fusionner. Cette offre s'élève à 5,7 milliards de dollars canadien et est appuyée par AMR Corporation (la maison mère d'American Airlines) qui détient 34 % du capital (25 % des droits de votes) de Canadian Airlines. Le projet créerait une compagnie unique, sous le nom d'Air Canada dont le siège serait à Montréal et qui coopérerait étroitement avec American Airlines et rejoindrait l'alliance oneworld. Ainsi, Air Canada aurait à quitter l'alliance Star Alliance qu'elle avait rejoint deux ans plus tôt. Ce projet est fraîchement accueilli à Air Canada qui serait placée sous la coupe d'American Airlines en cas de réussite de l'opération.
Air Canada contre-attaque l'offre d'Onex le 19 octobre 1999. La compagnie, avec l'aide de ses alliées United Airlines et Lufthansa, propose un plan de rachat de ses propres actions ainsi que des titres de Canadian Airlines qui deviendrait de facto sa filiale et romprait tout lien avec American Airlines. La compagnie propose ainsi un plan d'ensemble pour la restructuration de l'industrie aérienne canadienne, souhaitée pour le gouvernement. D'abord Air Canada propose 930 millions de dollars canadiens pour racheter 35 % de ses propres actions (avec le concours de ses partenaires United et Lufthansa et la banque canadienne CIBC) et propose 92 millions de dollars pour reprendre Canadian. Air Canada s'engage alors à préserver l'identité de Canadian ainsi que son siège social de Calgary et à limiter à 2500 les suppressions d'emplois.
Après plusieurs mois de bataille boursière, Canadian Airlines accepte l'offre de rachat d'Air Canada. Le 6 décembre 1999, Canadian Airlines conseille officiellement à ses actionnaires d'accepter l'offre publique d'achat d'Air Canada qui devrait prendre le contrôle de son concurrent pour 2 dollars canadiens par action (soit une transaction totale de 62 millions d'euros). Le plan de rachat prévoit une période de cohabitation entre les deux marques (Canadian et Air Canada) – comme à l'époque de la fusion entre Air France et Air Inter – mais seule la marque Air Canada est conservée sur le long terme. Cela a de nombreuses implications : des réductions d'effectifs pour supprimer les doublons et une rationalisation nécessaire de la flotte.

## Flotte
| Avion                      | En service | Commandes | Notes |
| -------------------------- | ---------- | --------- | --- |
| Airbus A320-200            | 13         | —         | 9 appareils ont été repris par Air Canada.                                                                |
| Boeing 737-200 Adv.        | 43         | —         | |
| Boeing 747-400             | 4          | —         | |
| Boeing 767-300ER           | 23         | —         | Certains appareils ont été repris par Air Canada ou Air Canada Rouge.                                     |
| McDonnell Douglas DC-10-30 | 14         | —         | Ces appareils n'ont pas été transférés à Air Canada, ils ont été vendus ou retirés au cours de la fusion. |
| Total                      | 97         | —         | |